# Boophis fayi
A Boophis fayi a kétéltűek (Amphibia) osztályába, a békák (Anura) rendjébe és az aranybékafélék (Mantellidae) családjába tartozó faj. Nevét Andreas Norbert Fay tiszteletére kapta a BIOPAT programban végzett értékes közreműködéséért.

## Előfordulása
A faj Madagaszkár endemikus faja. A sziget keleti részén, a Betampona és a Makira természetvédelmi területeken honos.

## Megjelenése
Közepes méretű békafaj, a holotípus mérete 33,9 mm  volt. A megfigyelt öt egyed hossza 30,7 mm és 42,0 mm közé esett.